# Maurice Somerville Chilton
Sir Maurice Somerville Chilton, britanski general, * 1898, † 1956.